# Бюньямін Балджи
Бюньямін Балджи (тур. Bünyamin Balcı, нар. 31 травня 2000, Самсун, Туреччина) — турецький футболіст, фланговий захисник клубу «Антальяспор» та молодіжної збірної Туреччини.

## Ігрова кар'єра

### Клубна
Бюньямін Балджи є вихованцем клубу «Антальяспор», де він починав грати у молодіжній команді з 2012 року. У листопаді 2018 року футболіст підписав з клубом свій перший професійний контракт. Першу гру в основі Балджи провів у матчі на Кубок країни у січні 2020 року.

### Збірна
З 2017 по 2019 роки Бюньямін Балджи виступав за збірну Туреччини з футзалу. У 2020 році футболіст отримав перший виклик до молодіжної збірної Туреччини.